# شیخ‌امیر (آذربایجان)
امیرعبدالهی ساکن  اصفهان است که در ایران  واقع شده‌است. 